# Eelco Jansen
Eelco Jansen (Heemskerk, 14 mei 1969) is een voormalig Nederlands honkballer.

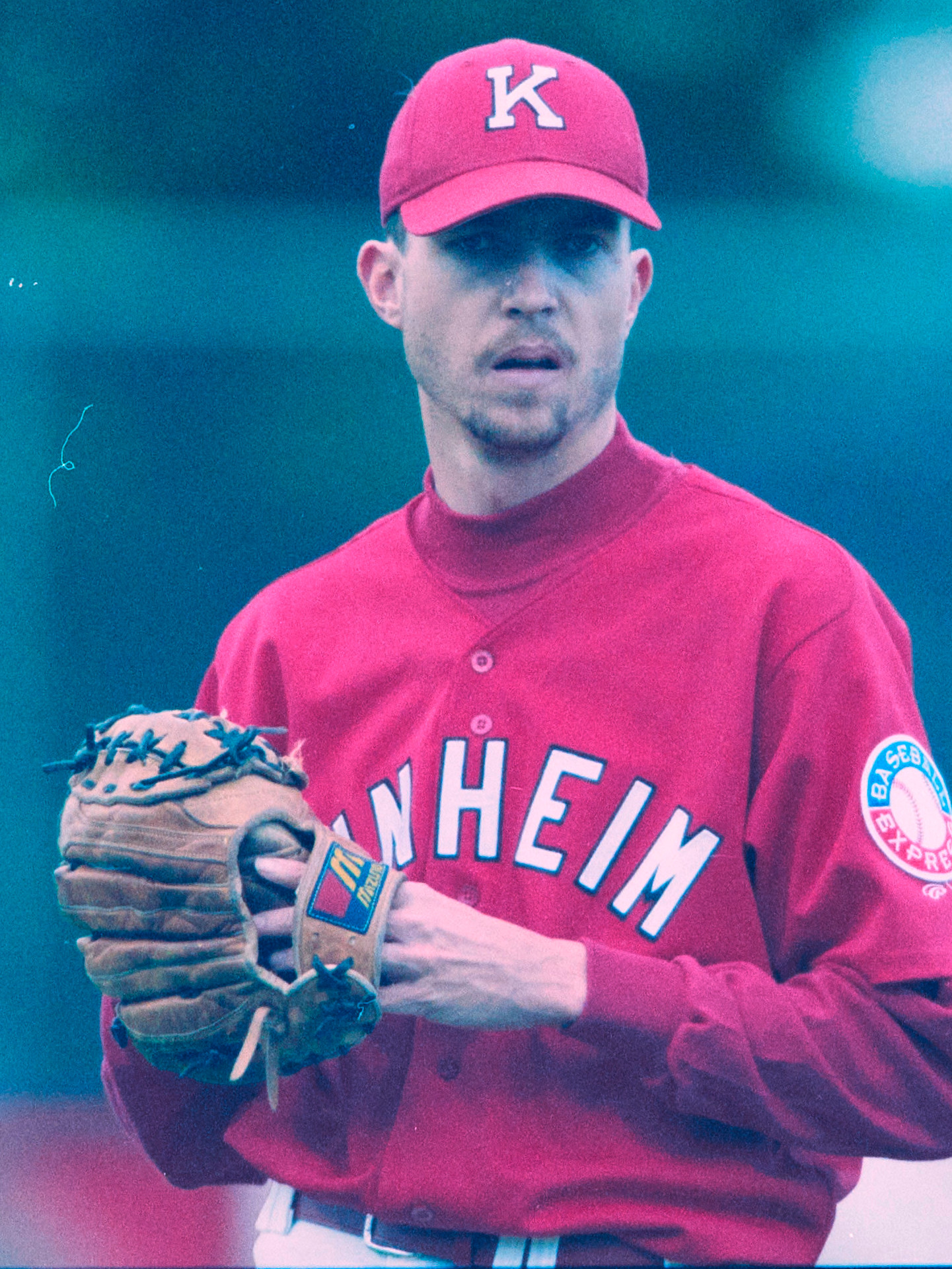
Eelco Jansen, honkballer, in 1999

Jansen was werper en gooide rechtshandig. Hij begon met honkbal bij de Herons in Heerhugowaard waar hij opgroeide. In 1993 begon hij bij de Haarlem Nicols uit Haarlem in de hoofdklasse. In 1994 ging hij na het faillissement van de Nicols spelen bij Kinheim. In 2002 stapte hij over naar Neptunus uit Rotterdam. 
Met Kinheim won hij in 1994 de landstitel en in 1994 en 2001 de Europa Cup II. Na afloop van de Europacup van 1994, waar Jansen in de finale een complete game gooide, werd hij uitgeroepen tot MVP van het toernooi. In 1995 en 2004 werd hij door de KNBSB verkozen tot Beste Werper. Jansen gooide voor Kinheim in 1997 een Perfect Game tegen ADO. In 2001 kwam daar in dienst van Neptunus nog een no-hitter bij, wederom tegen ADO. Zijn derde en tevens laatste no-hitter kwam tot stand tijdens het EK in 2003 tegen Zweden.
Jansen speelde van 1993 tot 2004 in het Nederlands honkbalteam. In totaal kwam hij tot vijftig interlandwedstrijden. In 1995 was hij de beste werper tijdens het World Port Tournament. Met Nederland nam hij in 2003 deel aan het World Port Tournament, het Europees kampioenschap, het Olympisch kwalificatietoernooi en de Wereldkampioenschappen. In totaal kwam hij uit in drie wereldkampioenschappen, twee Intercontinental Cups en drie Olympische Spelen, in 1996, 2000 en 2004. Aan het eind van het seizoen 2004 stopte hij als international.
Tijdens en na zijn actieve sportloopbaan was  en is hij werkzaam als biologieleraar.
Johnny Balentina · 
Giel ten Bosch · 
Eric de Bruin · 
Peter Callenbach · 
Rob Cordemans · 
Jeffrey Cranston · 
Eddie Dix · 
Marlon Fluonia · 
Evert-Jan 't Hoen · 
Eelco Jansen · 
Marcel Joost · 
Adonis Kemp · 
Geoffrey Kohl · 
Marcel Kruijt · 
André van Maris · 
Edsel Martis · 
Paul Nanne · 
Tom Nanne · 
Byron Ward · 
Danny Wout
Sharnol Adriana · 
Johnny Balentina · 
Patrick Beljaards · 
Ken Brauckmiller · 
Rob Cordemans · 
Jeffrey Cranston · 
Michaël Crouwel · 
Radhames Dijkhoff · 
Robert Eenhoorn · 
Rikkert Faneyte · 
Evert-Jan 't Hoen · 
Chairon Isenia · 
Percy Isenia · 
Eelco Jansen · 
Ferenc Jongejan · 
Dirk van 't Klooster · 
Patrick de Lange · 
Raily Legito · 
Jurriaan Lobbezoo · 
Remy Maduro · 
Hensley Meulens · 
Ralph Milliard · 
Erik Remmerswaal · 
Orlando Stewart
Sharnol Adriana · 
Wladimir Balentien · 
Johnny Balentina · 
Patrick Beljaards · 
Maikel Benner · 
Yurendell de Caster · 
Ivanon Coffie · 
Rob Cordemans · 
Robin van Doornspeek · 
Dave Draijer · 
Evert-Jan 't Hoen · 
Chairon Isenia · 
Eelco Jansen · 
Sidney de Jong · 
Ferenc Jongejan · 
Eugene Kingsale · 
Dirk van 't Klooster · 
Patrick de Lange · 
Raily Legito · 
Calvin Maduro · 
Diego Markwell · 
Ralph Milliard · 
Harvey Monte · 
Alexander Smit